# Artaxisânia
Artaxisânia (em latim: Artaxisania), Artaxisana (Artaxisana) ou Artaxesseã (em armênio: Արտաշիսեան; romaniz.: Artašesean), segundo a Geografia de Ananias de Siracena (século VII), foi um gavar (cantão) da província da Vaspuracânia, no Reino da Armênia. Fazia parte do principado controlado pela família Eruanduni, cujas origens provavelmente remontam aos orôntidas. Compreendia uma área de 150 quilômetros quadrados e estava centrado nas terras que circundavam a cidade de Artaxisânia (atual Edrimete, na Turquia). Pode eventualmente ter sido incorporado no principado de Restúnia da família Restúnio. No século X, Tomás Arzerúnio atestou que o distrito ainda existia como um dos domínios arzerúnidas.

## Nome
Artaxisânia / Artaxisana (Artaxisania / Artaxisana) foi referida nas fontes armênias como Artaxesseã / Artaxesseana (Արտաշիսեան, Artašesean), Artassisseã / Artassisena (Արտասիսեան, Artasisean), Artavaneã / Artavaneana (Արտաւանեան, Artawanean), Arassezã / Arrassezana (Արասեզան, Arasezan) e Artavanã / Artavanana (Արտավանան, Artawanan). Heinrich Hübschmann propôs que Artaxisânia e Artavaneana referem-se a distritos distintos, mas há consenso para assumir que se tratam de variações do mesmo nome.